# Little Green Men (Star Trek: Deep Space Nine)
"Little Green Men" és el vuitè episodi de la quarta temporada de la sèrie de televisió de ciència-ficció estatunidenca Star Trek: Deep Space Nine, el 80è de tota la sèrie. Originalment es van emetre en redifusió a partir del 13 de novembre de 1995. La història va ser escrita per Ira Steven Behr i Robert Hewitt Wolfe i dirigit per James L. Conway, i la banda sonora va ser creada per Paul Baillargeon.
Ambientada al segle XXIV, la sèrie segueix les aventures a Espai Profund 9, una estació espacial situada prop d'un forat de cuc estable entre els Quadrants Alfa i Gamma de la Via Làctia, prop del planeta Bajor, mentre els bajorans es recuperen d'una brutal ocupació de dècades pels imperialistes cardassians. El Quadrant Gamma acull un imperi hostil conegut com el Domini, governat pels Fundadors que canvien de forma. En aquest episodi, quan el taverner ferengi Quark i el seu germà Rom porten el fill de Rom Nog a la Terra per matricular-se a l'Acadèmia de la Flota Estel·lar, són enviats accidentalment enrere en el temps fins al 1947 i es converteixen en els suposats invasors alienígenes de l'incident OVNI de Roswell.
"Little Green Men" va aconseguir una qualificació Nielsen de 7,7, ocupant el cinquè lloc quan es va televisar per primera vegada.

## Argument
Quark rep una llançadora que el seu cosí Gaila li ha estat prometent durant anys. Per al seu viatge inaugural, porta el seu germà Rom i el seu nebot Nog a la Terra, on Nog ha estat acceptat a l'Acadèmia de la Flota Estel·lar. Després de deixar "Espai Profund 9", Rom descobreix que Quark té la intenció de fer que el viatge sigui econòmicament rendible mitjançant el contraban d'una càrrega il·lícita de kemocita volàtil.
A mesura que la nau s'acosta a la Terra, Rom descobreix que no poden sortir de curvatura, possiblement a causa d'un sabotatge de Gaila. Tanmateix, la ventilació dels gasos de curvatura a través de la càrrega de kemocita permet que la nau surti de curvatura. Malauradament, en fer-ho, la nau i la tripulació són enviats enrere en el temps fins al juliol de 1947 i s'estavellen prop de Roswell (Nou Mèxic). Els ferengi es desperten en una base militar dels Estats Units, on els estatunidencs creuen que són marcians. Després que Rom repari els seus traductors universals avariats, Quark comença negociacions amb els humans, que considera endarrerits i crèduls, per vendre tecnologia avançada del futur. Es vanta davant de Rom i Nog en privat que "d'aquí a un any estarem dirigint aquest planeta", i somia amb cultivar un vast imperi econòmic ferengi amb ell mateix com a Gran Nagus. Nog intenta advertir al seu pare que no interfereixi amb la línia temporal universal.
Sense que els ferengi ho sabessin, l'agent Odo es va amagar a bord de la llançadora amb ells per investigar el contraban de kemocita, i així també va ser transportat enrere en el temps. Utilitzant les seves habilitats de canvi de forma, Odo és capaç de moure's per la base localitzant i reparant la seva nau espacial. Després d'haver-se disfressat de gos guardià per entrar a l'habitació on estan retinguts els ferengi, li diu a Quark que han d'intentar preservar la línia temporal i no alterar la història de la Terra. Quark, Rom i Nog són interrogats per un oficial de l'exèrcit convençut que tenen intencions hostils, però escapen de la custòdia amb l'ajuda d'una infermera i el seu promès, un professor que va ser portat a la base per intentar establir un diàleg amb els extraterrestres.
Aprofitant l'energia d'una prova de bomba atòmica programada per a aquell matí a Nevada, Rom aconsegueix utilitzar la kemocita restant per tornar-los al seu moment adequat. Després de deixar Nog a l'Acadèmia de la Flota Estel·lar, Quark ha de vendre la nau espacial danyada per a la seva recuperació i ell, Odo i Rom tornen a "Espai Profund 9". Quan acaba l'episodi, Odo arresta en Quark per contraban.

## Actors convidats
- Max Grodénchik - Rom
- Aron Eisenberg - Nog
- Megan Gallagher - Infermera Garland
- Charles Napier - Denning
- Conor O'Farrell - Carlson
- James G. MacDonald - Wainwright

## Producció
El director James L. Conway va comparar l'episodi amb una pel·lícula de baix pressupost que havia fet anomenada "Hangar 18", sobre l'encobriment governamental d'un incident OVNI. Conway va assenyalar que "Deep Space Nine" no feia sovint comèdia, i hi va haver una reunió de to, on el productor creador Ira Behr va preguntar "Estàs segur que pots aconseguir l'humor aquí?" Conway confiava que l'episodi funcionaria bé.
Els productors van sol·licitar un "tipus de Megan Gallagher" per a un dels papers de l'episodi. En sentir-se'n assabentar, l'agent de Gallagher es va posar en contacte amb ells i va dir que Gallagher podria fer-ho ella mateixa. Després d'això, li van oferir el paper a l'episodi. Anteriorment havia aparegut a l'episodi de la segona temporada "Invasive Procedures", i més tard apareixeria a l'episodi de Star Trek: Voyager "Body and Soul".
La nau espacial de Quark (anomenada en aquest episodi com a El tresor de Quark) s'assembla a la càpsula Ferengi, que es va introduir a "L'oferta" a Star Trek: La nova generació del 13 de novembre de 1989. L'interior ja es va veure a "Prophet Motive" (T3E16), també un episodi centrat en els ferengi. Els dissenys de les llançadores ferengi apareixen en diverses versions personalitzades al llarg de la resta de la sèrie i també apareixen a Star Trek: Voyager.
Charles Napier, que va interpretar el general Denning, va aparèixer anteriorment a l'episodi de Star Trek: La sèrie original "El camí de l'Edèn". Havia sol·licitat interpretar un personatge militar després d'haver interpretat un "hippie espacial" en la seva última aparició.

## Recepció
El 2012, Den of Geek va classificar aquest com el cinquè millor episodi de Star Trek: Deep Space Nine.
"Little Green Men" va ser classificat com el segon millor moment de tots els Star Trek per Geek.com el 2015.
El 2014, io9 va classificar "Little Green Men" com el 85è millor episodi de Star Trek a la seva llista dels 100 millors episodis de Star Trek.
SyFy va classificar "Little Green Men" com la desena millor trama de viatges en el temps de Star Trek el 2016..
El 2016, Empire va classificar aquest com el 35è millor dels 50 millors episodis dels més de 700 episodis de televisió de Star Trek.
El 2016, The Hollywood Reporter va classificar aquest episodi com el 18è millor de Star Trek: Deep Space Nine.
El 2019, CBR va classificar "Little Green Men" com l'onzè episodi més divertit de Star Trek.
El 2019, Nerdist va classificar aquest episodi com el setè millor episodi de viatges en el temps de la franquícia Star Trek.
El 2020, io9 va classificar aquest com un dels episodis "imprescindibles" de la sèrie.
La revista i el lloc web de ciència-ficció del Regne Unit SciFiNow van classificar aquest com un dels deu millors episodis de Star Trek: Deep Space Nine, i van comentar que, tot i que els episodis sobre els ferengi són "discutibles", aquest "és una alegria".